# Bành Bắc Hải
Bành Bắc Hải (4 tháng 9 năm 1958 - 5 tháng 4 năm 2025) là một kỹ sư âm thanh lĩnh vực điện ảnh người Việt Nam, ông được gọi là một "phù thủy âm thanh" với những lần chiến thắng giải "Thiết kế âm thanh xuất sắc" tại các kỳ Liên hoan phim Việt Nam và Giải Cánh diều.

## Tiểu sử
Bành Bắc Hải sinh ngày 4 tháng 9 năm 1958 là con của nhà biên kịch Bành Châu, ông có một chị gái và một em gái.
Bành Bắc Hải được đào tạo tại Viện Kỹ thuật điện ảnh Leningrad (LIKI) từ năm 1976, sau khi tốt nghiệp, ông về đạo diễn âm thanh của Xưởng Thu thanh - Dựng phim tại Hãng phim truyện Việt Nam. Từ khi nghie hưu, ông là giảng viên Kỹ thuật điện ảnh tại Trường Đại học Sân khấu – Điện ảnh Hà Nội. Ông được phong tặng danh hiệu Nghệ sĩ nhân dân năm 2016.
Tại Liên hoan phim Việt Nam lần thứ 17, Bành Bắc Hải đã giành được hai giải Thiết kế âm thanh xuất sắc ở hai hạng mục Phim truyện điện ảnh và Phim hoạt hình.

## Qua đời
Ông qua đời vào ngày 5 tháng 4 năm 2025 tại Hà Nội sau gần 10 năm kiên cường chống chọi với bệnh ung thư.

## Tác phẩm

### Phim hoạt hình
- Chuyện một chú Cóc con (2009)

- Những chú cá lạc đàn (2009)

- Ước mơ của Bi (2009)

- Chiếc túi kì lạ (2009)

- Trái bóng lạc đường (2009)

- Mẹo vặt (2009)

- Thung lũng cỏ vàng (2009)

- Kẻ lạc loài (2009)

- Sự tích đảo bà (2009)

- Cánh diều Hoạ mi (2010)

- Chiếc lá (2010)

- Vũ điệu ánh sáng (2010)

- Giấc mơ Loa Thành (2010)

- Hào khí Thăng Long (2010)

- Người con của Rồng (2010)

- Những chú cá lạc đàn (2010)

- Chiếc lông công (2011)

- Bố của gà con (2015)

- Những chú cá bay (2021)

- Cánh én trở về (2022)

- Phương thuốc diệu kỳ (2022)

- Cái nhìn (2023)

### Điện ảnh
| Năm  | Phim                         | Cùng vai trò    | Hình thức tác phẩm | Đạo diễn                             | Ghi chú                                        |
| ---- | ---------------------------- | --------------- | ------------------ | ------------------------------------ | ---------------------------------------------- |
| 1986 | Thị trấn yên tĩnh            |                 | Điện ảnh           | Lê Đức Tiến                          |                                                |
| 1992 | Hãy tha thứ cho em           | Đoàn Đình Trung | Điện ảnh           | Lưu Trọng Ninh                       |                                                |
| 1992 | Tình yêu bên bờ vực thẳm     |                 | Điện ảnh           | Hải Ninh                             |                                                |
| 1996 | Bản tình ca trong đêm        |                 | Điện ảnh           | Nguyễn Hữu Phần                      |                                                |
| 1996 | Cha tôi và hai người đàn bà  |                 | Phim video         | Vũ Châu                              |                                                |
| 2000 | Vào Nam ra Bắc               |                 | Điện ảnh           | Phi Tiến Sơn                         |                                                |
| 2001 | Tết này ai đến xông nhà      |                 | Điện ảnh           | Trần Lực                             |                                                |
| 2002 | Vũ khúc con cò               |                 | Điện ảnh           | Jonathan Foo; Nguyễn Phan Quang Bình | Vai trò: Biên tập âm thanh hậu kỳ (ADR Editor) |
| 2005 | Giải phóng Sài Gòn           |                 | Điện ảnh           | Long Vân                             |                                                |
| 2005 | Sống trong sợ hãi            |                 | Điện ảnh           | Bùi Thạc Chuyên                      |                                                |
| 2005 | 5 ngày trong đời vị tướng    |                 | Điện ảnh           | Bùi Cường                            |                                                |
| 2005 | Quỳnh                        |                 | Phim ngắn          | Linh Nga                             |                                                |
| 2007 | Khi nắng thu về              |                 | Điện ảnh           | Bùi Trung Hải                        |                                                |
| 2007 | Vũ điệu tử thần              |                 | Điện ảnh           | Bùi Tuấn Dũng                        |                                                |
| 2008 | Vận may                      | Nguyễn Thái Vũ  | Dài tập            | Lê Đức Tiến - Trần Chí Thành         |                                                |
| 2008 | Con đường sáng               |                 | Dài tập            | Phạm Việt Thanh, Nguyễn Đức Việt     |                                                |
| 2009 | Đừng đốt                     |                 | Điện ảnh           | Đặng Nhật Minh                       |                                                |
| 2011 | Vũ điệu đam mê               |                 | Điện ảnh           | Nguyễn Đức Việt                      |                                                |
| 2012 | Mùi cỏ cháy                  | Nguyễn Thái Vũ  | Điện ảnh           | Nguyễn Hữu Mười                      |                                                |
| 2013 | Những người viết huyền thoại |                 | Điện ảnh           | Bùi Tuấn Dũng                        |                                                |
| 2014 | Sống cùng lịch sử            |                 | Điện ảnh           | Nguyễn Thanh Vân                     |                                                |
| 2015 | Nhà tiên tri                 |                 | Điện ảnh           | Vương Đức                            |                                                |
| 2016 | Cuộc đời của Yến             |                 | Điện ảnh           | Đinh Tuấn Vũ                         |                                                |
| 2022 | Bình minh phía trước         |                 | Dài tập            | Bùi Tuấn Dũng                        |                                                |
| 2022 | Sinh năm 1972                |                 | Phim tài liệu      |                                      |                                                |
| 2024 | Đào, phở và piano            |                 | Điện ảnh           | Phi Tiến Sơn                         |                                                |

### Sự kiện
- 2011 — Đại tướng Võ Nguyên Giáp và Bản giao hưởng Điện Biên[12]

## Giải thưởng

### Vinh danh
- Nhận danh hiệu Nghệ sĩ nhân dân năm 2016.[11]

### Giải thưởng
| Năm  | Giải thưởng                        | Đề cử             | Hạng mục      | Tác phẩm                       | Kết quả   | Chú thích     |
| ---- | ---------------------------------- | ----------------- | ------------- | ------------------------------ | --------- | ------------- |
| 2005 | Giải Cánh diều lần thứ 3           | Âm thanh xuất sắc | Phim điện ảnh | Hàng xóm                       | Đoạt giải | [ 13 ]        |
| 2010 | Giải Cánh diều lần thứ 8           | Âm thanh xuất sắc | Phim điện ảnh | Đừng đốt                       | Đoạt giải | [ 14 ]        |
| 2011 | Liên hoan phim Việt Nam lần thứ 17 | Âm thanh xuất sắc | Phim điện ảnh | Vũ điệu đam mê                 | Đoạt giải | [ 15 ]        |
| 2011 | Liên hoan phim Việt Nam lần thứ 17 | Âm thanh xuất sắc | Hoạt hình     | - Chiếc lá - Giấc mơ Loa thành | Đoạt giải | [ 15 ]        |
| 2014 | Giải Cánh diều lần thứ 12          | Âm thanh xuất sắc | Phim điện ảnh | Những người viết huyền thoại   | Đoạt giải | [ 16 ] [ 17 ] |